# Kipré Tchétché
Kipré Tchétché (* 16. Dezember 1987 in Bouaflé), mit vollständigen Namen Brice Hermann Tchétché Kipré, ist ein ivorischer Fußballspieler.

## Karriere
Kipré Tchétché stand von 2008 bis 2010 bei Jeunesse Club d’Abidjan in Abidjan unter Vertrag. 2011 wechselte er nach Tansania, wo er sich dem Azam FC aus Daressalam anschloss. Mit dem Klub gewann er 2014 die Meisterschaft. 2015 stand er mit Azam im Endspiel des Kagame Interclub Cup. Hier besiegte man im Finale Gor Mahia FC aus Kenia mit 2:0. Mitte 2016 verließ er Tansania und wechselte in den Oman. Im Oman spielte er bis Mitte 2017 für Al-Nahda Club und Al-Suwaiq Club. 2017 gewann er mit dem Al-Suwaiq Club den Oman Cup. Das Finale gewann man mit 2:0 gegen Dhofar SCSC. Mitte 2017 zog es ihn nach Malaysia. Hier unterschrieb er einen Vertrag beim Terengganu FA. Mit dem Verein aus Kuala Terengganu spielte er in der ersten Liga, der Malaysia Super League. 2018 stand er mit Terengganu im Finale des Malaysia Cup, das man mit 3:0 gegen Kedah FA verlor. Nach 42 Erstligaspielen und zwanzig Toren unterschrieb er 2020 einen Vertrag beim Ligakonkurrenten Kedah FA in Alor Star. Mit dem Verein feierte er 2020 die Vizemeisterschaft. Nach 32 Ligaeinsätzen wechselte er Ende Dezember 2021 zu seinem ehemaligen Verein Terengganu FA und wiederum nur ein Jahr später ging Tchétché dann weiter zum Ligarivalen Kuala Lumpur City FC. 2024 hieß die nächste Station Kuching City FC.

## Erfolge
Azam FC
- Premier League (Tansania): 2014
- Kagame Interclub Cup: 2015

Al-Suwaiq Club
- Oman Cup: 2017

Terengganu FA
- Malaysia Cup: 2018 (Finalist)

Kedah FA
- Malaysia Super League: 2020 (Vizemeister)